# リチャード・ファリーニャ
リチャード・ファリーニャ（Richard George Fariña、1937年3月8日 - 1966年4月30日）はアメリカのフォークシンガー、ソングライター、詩人にして小説家
。

## 生い立ちと教育
ファリーニャはニューヨーク市のブルックリンでアイルランド系の母親テレサ・クロツィアーとキューバ人の父親の間に生まれリチャード・ファリーニャと名付けられた。ファリーニャはブルックリンのフラットブッシュ地区の近くで育ち、ブルックリン実業高校に入学した。コーネル大学の奨学金を得て、はじめは工学を専攻したが、途中で専攻を英語に切り替えた。コーネル大学在学中に地元の小説雑誌や Transatlantic Review や Mademoiselle と言った全国誌に短編小説を書いた。コーネル大学でファリーニャはトマス・ピンチョンやデヴィッド・シェッツライン、ピーター・ヤローなどと親しくなった。キャンパスの規制に反対する学生でもへの参加の疑いで停学となり、その後復学したが卒業直前の1959年に中退した。

## グリニッチ・ヴィレッジのフォーク・シーンへの登場

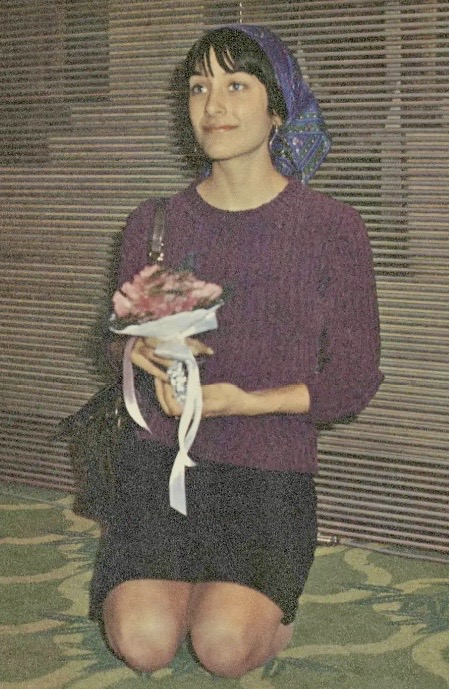
1963年に結婚したミミ・バエズ

マンハッタンに戻ってから、ファリーニャは詩人、アーティスト、フォークシンガーなどが訪れるグリニッジ・ヴィレッジの有名な酒場、ホワイト・ホース・タヴァーンの常連となり、トミー・メケムと友人になった。
この場所で成功したフォークシンガーのキャロライン・へスターと出会い、二人は18日後に結婚した。
ファリーニャはへスターの代理人を自ら任じ、ファリーニャが小説の仕事を、へスターが演奏会を行いながら世界中を旅した。1961年9月にへスターが、当時まだあまり知られていなかったボブ・ディランが何曲かでハーモニカを吹いた3枚目のアルバムをコロンビアスタジオでレコーディングする場に立ち会った。ファリーニャはディランと親友の間柄となり、二人の友情はデヴィッド・ハイドゥ著 Positively 4th Street: The Lives and Times of Joan Baez, Bob Dylan, Mimi Baez Fariña, and Richard Fariña の主要なトピックとなっている。
1962年の春、ファリーニャはヨーロッパに旅行し、そこでジョーン・バエズの10代の妹、ミミ・バエズと出会った。その後、へスターはファリーニャと離婚し、ファリーニャと17歳のミミは1963年4月に結婚した。新郎付き添い人はトマス・ピンチョンが務めた。夫妻はカリフォルニア州カーメルの小さなキャビンに引っ越し、そこでギターとアパラチアン・ダルシマーを弾きながら曲を作った。1964年のビッグサー・フォーク・フェスティヴァルで「リチャード＆ミミ・ファリーナ」としてデビューし、ヴァンガード・レコードと契約した。1965年にはファーストアルバム Celebrations for Grey Day （リリース時の名義はミミ＆リチャード・ファリーニャ）を以前ディランのために演奏していたブルース・ラングホーンの助けを借りてレコーディングした。リチャード・ファリーニャの短い人生の間に、夫妻はもう一枚のアルバム Reflections in a Crystal Wind を1965年にリリースした。3枚目のアルバム Memories は、ファリーニャの死後、1968年に発売された。
ディランやこの時代のほかのフォークシンガーと同様に、ファリーニャもプロテストシンガーとみなされており、何曲かはあからさまに政治的でもある。複数の評論家はファリーニャを1960年代の主要なフォークソングの才能の持ち主であると考えている。（「もしもリチャードがあのオートバイ事故を生き延びていたら、簡単にディランに金を渡すことができただろう。」 - エド・ワード）
ファリーニャの最も知られている曲は "Pack Up Your Sorrows" と "Birmingham Sunday" であり、後者はジョーン・バエズによってレコーディングされ、スパイク・リーによるアラバマ州バーミンガムで1963年に起きた16番街バプテスト教会爆破事件についてのドキュメンタリー映画 4 Little Girls の主題歌として採用されてよく知られるようになった。"Birmigham Sunday" はリアノン・ギデンズによって2017年にアルバム Freedom Highway に収録されている。
死亡時に、ファリーニャは義理の姉であるジョーン・バエズのアルバムのプロデュースを行っていた。バエズは最終的にアルバムを発売しない決断を下した。このうちの2曲はファリーニャの死後発売されたアルバムに収められ、それとは別のファリーニャがバエズの三人目の姉妹、ポーリーン・マーデンと共作した "Pack Up Your Sorrows" は1966年にシングルで発売されたが、この曲はバエズの複数のコンピレーション・アルバムにも収録されている。

## Been Down So Long It Looks Like Up to Me
ファリーニャは1966年にランダムハウスから出版された小説 Been Down So Long It Looks Like Up to Me で知られている。タイトルはファリー・ルイスの曲 "I Will Turn Your Money Green" ("I been down so long/It seem like up to me") からとられている。自身の大学での経験と旅行をもとにしたこの小説は1958年のアメリカ合衆国西部、キューバ革命時代のキューバおよびほとんどはコーネル大学（作中ではメンター大学）を舞台にしている。主人公は無政府主義の喜びを持って権威者を攻撃し、正しいカルマを探している途中で緑色のニーソックスの少女に欲情する薬物、フェタチーズ、レッドキャップエール、レツィーナワインを楽しむグノッソス・パパドポウリス（Gnossos Papadopoulis）である。この本は1960年代とカウンターカルチャー文学のファンの間で伝説的古典となった。後に1973年の自著『重力の虹』をファリーニャにささげたトマス・ピンチョンはファリーニャの小説は「完ぺきに調子がそろった200人のカズー奏者によるハレルヤ・コーラスがやって来るようなものだ……陽気で、身も凍るようで、セクシーで、深遠で、マニアックで、美しく、そしてとんでもないことがすべて同時に起こる」と解説している。

## 死
自身の小説が出版されて2日後の1966年4月30日、ファリーニャはカーメル・ヴァレー・ヴィレッジの書店、サンダーバードでのサイン会に出席した。その日の遅く、ファリーニャの妻、ミミの21歳の誕生日パーティの最中にオートバイのゲストが目に留まり、そのゲストがそのあとでファリーニャを載せてカーメル・ヴァレー・ロードを東方のカーメル・ヴァレーのカチャグア地区へと向かった。
運転者はS字カーブで制御を失った。バイクは道路の右側に転倒し、跳ね返って反対側に戻り、有刺鉄線のフェンスを突き破って現在は小さなぶどう畑がある場所に突っ込んだ。運転者は生き残ったがファリーニャは即死だった。ピンチョンによる Been Down... の序文によれば、警察は安全な速度が30マイル毎時 (48 km/h)だったにもかかわらず、事故車は90マイル毎時 (140 km/h)は出していたと述べている。
ファリーニャはカリフォルニア州モンタレイのモンタレイ市営墓地にある、ピースサインが彩色された簡素な墓に埋葬された。

## 遺産
- 1968年4月27日、フェアポート・コンヴェンションは「リノ、ネバダ」("Reno, Nevada") のライブバージョンをジュディ・ダイブルとイアン・マシューズのボーカルでフランスのテレビ番組 Bouton Rouge 用に録音した。同じ年のうちにBBCセッション用にもこの曲を録音したが、この時にはダイブルの代わりにサンディ・デニーが参加し、後にアルバム『ヘイデイ』に収録された。デニーはまた、「クワイエット・ジョイズ・オブ・ブラザーフッド」("The Quiet Joys of Brotherhood") を1972年のソロアルバム『サンディ』でレコーディングした。マシューズは後に「リノ、ネバダ」と "Morgan the Pirate" を自身のアルバム If You Saw Thro' My Eyes で、 "House of Un-American Blues Activity Dream" をアルバム Tigers Will Survive で録音し、その他のファリーニャの曲がマシューズのソロアルバムや、自身のバンド、プレインソングで取り上げている。
- 南カリフォルニアを拠点とするロックバンド、A Fragile Tomorrow は2015年にリリースされた Make Me Over でミミ＆リチャードの曲 "One Way Ticket" をカバーしている。このバージョンはジョーン・バエズおよび Indigo Girls とのコラボレーションである。A Fragile Tomorrowのドム、ショーンおよびブレンダンのケリー兄弟はリチャードのまたまたいとこ(Third Cousin) であり、バエズと共に彼の曲をカバーしたかった[13]。
- バエズの曲 "Sweet Sir Galahad" はファリーニャの死、未亡人であるミミの嘆き、そしてミミの最終的な回復と再婚を記念したものである[14]。
- トマス・ピンチョンの1973年の小説『重力の虹』はリチャード・ファリーニャにささげられている[15]。
- リチャード・バロンの2016年のアルバム Sorrows & Promises: Greenwich Village in the 1960s にはネリー・マッケイとのデュエットによるファリーニャの "Pack Up Your Sorrows" のバロンによる解釈が収められている。

## 参考資料
- Been Down So Long It Looks Like Up to Me by Richard Fariña, Penguin Classics
- Positively Fourth Street by David Hajdu, North Point Press